# كوه رونغ
كوه رونغ أحد أكبر الجزر السياحية في العالم وخاصة في كمبوديا في آسيا، وهي عبارة عن جزيرة كبيرة وبها منتجع به فندق للسياح، وهي تعتبر وجهة سياحية لمن يعرفها. تتميز هده الجزيرة بكبر مساحتها، وتتوفر على غابة استوائية تتنوع بمجموعة من اشجار الفواكه الاستوائية، وبها ماء عذب ومجموعة من الحيونات المختلفة النوع من طيور وثديات وتحيط بالجزيرة مياه مالحة زرقاء اللون. تتميز بمناخ استوائي ورطب، بحيت تنمو بها نباتات كالسرخسيات، وهي كذلك مشمسة .
خلال سنة 2014 تم تصوير فلم الحركة الهندي المشهور بانغ بانغ من ثم زادت شهرة هده الجزيرة